# Флорешть (Прахова)
Флорешть, Флорешті (рум. Florești) — село у повіті Прахова в Румунії. Входить до складу комуни Флорешть.
Село розташоване на відстані 69 км на північ від Бухареста, 19 км на північний захід від Плоєшті, 71 км на південь від Брашова.

## Населення
За даними перепису населення 2002 року у селі проживали 4859 осіб.
Національний склад населення села:
| Національність | Кількість осіб | Відсоток |
| -------------- | -------------- | -------- |
| румуни         | 4682           | 96,4%    |
| цигани         | 169            | 3,5%     |
| угорці         | 6              | 0,1%     |

Рідною мовою назвали:
| Мова      | Кількість осіб | Відсоток |
| --------- | -------------- | -------- |
| румунська | 4782           | 98,4%    |
| циганська | 70             | 1,4%     |
| угорська  | 5              | 0,1%     |